# Residu (functietheorie)
In de functietheorie, een deelgebied van de wiskunde, is het residu dat bij een singulariteit van een meromorfe functie hoort, een zeker complex getal dat direct verband houdt met een contourintegraal van de functie om de singulariteit. Met behulp van de residustelling kunnen residuen gebruikt worden voor de berekening van reële, bepaalde, maar oneigenlijke integralen.

## Definitie
Het residu van een meromorfe functie f in een geïsoleerde singulariteit {\displaystyle z_{0}}, vaak aangeduid als
{\displaystyle R=\mathrm {Res} (f,z_{0})}
is het unieke complexe getal zodanig dat 
{\displaystyle f(z)-{\frac {R}{z-z_{0}}}}
een analytische primitieve functie heeft in een cirkelring
{\displaystyle 0<\vert z-z_{0}\vert <\delta }
Laat z0 een geïsoleerde singulariteit zijn van f, en C een kleine cirkel met de klok mee georiënteerd met middelpunt z0 zodanig dat f differentieerbaar is op C en het inwendige van C, met uitzondering van  z0 zelf. Dan is:
{\displaystyle \oint _{C}f(z){\rm {d}}z=2\pi i\cdot \mathrm {Res} (f,z_{0})},
dus is
{\displaystyle \mathrm {Res} (f,z_{0})={1 \over {2\pi i}}\oint _{C}f(z){\rm {d}}z}

## Berekening
Residuen kunnen uitgaande van de Laurentreeks van een functie worden berekend. Het residu is gelijk aan de coëfficiënt van de term met macht −1 in de reeksontwikkeling van de genomen variabele. Laat {\displaystyle \sum _{n=-\infty }^{\infty }a_{n}(z-z_{0})^{n}} de laurentontwikkeling van f in het punt z0 zijn, dan is a−1  het residu van f in z0 , genoteerd als: {\displaystyle a_{-1}=\mathrm {Res} (f,z_{0})}.
- voor enkelvoudige singulariteiten

{\displaystyle \mathrm {Res} (f,z_{0})=a_{-1}=\lim _{z\to z_{0}}(z-z_{0})f(z)}
- en voor n-voudige singulariteiten

{\displaystyle \mathrm {Res} (f,z_{0})=a_{-1}={1 \over {(n-1)!}}\lim _{z\to z_{0}}{\frac {{\rm {d}}^{n-1}}{{\rm {d}}z^{n-1}}}(z-z_{0})^{n}f(z)}
Als er meerdere singulariteiten {\displaystyle z_{1},\ldots ,z_{n}} binnen een gesloten pad liggen, worden de residuen bij elkaar opgeteld. Ook wordt een residu zo vaak meegeteld als het aantal keren {\displaystyle m_{j}}dat het pad om de singulariteit {\displaystyle z_{j}} heen draait.
{\displaystyle \oint _{C}f(z){\rm {d}}z=2\pi i\sum _{j=1}^{n}m_{j}\mathrm {Res} (f,z_{j})}

## Rekenregels

### Regel 1
Stel {\displaystyle f} heeft een singulariteit in {\displaystyle z_{0}} en {\displaystyle g} is holomorf in {\displaystyle z_{0}}, dan is:
{\displaystyle \mathrm {Res} (f\cdot g,z_{0})=g(z_{0})\mathrm {Res} (f,z_{0})}
Voorbeeld
De functie 
{\displaystyle f(z)={\frac {z^{2}}{(z+1)(z-1)}}}
kan geschreven worden als het product van de functies 
{\displaystyle g(z)={\frac {z^{2}}{z+1}}}
en 
{\displaystyle h(z)={\frac {1}{z-1}}}
Hieruit volgt, dat in het punt {\displaystyle z_{0}=1} geldt:
{\displaystyle \mathrm {Res} (f,1)=g(1)\,\mathrm {Res} (h,1)={\tfrac {1}{2}}\cdot 1={\tfrac {1}{2}}}

### Regel 2
Stel {\displaystyle f(z)=0}, maar {\displaystyle f'(z)\neq 0}. Dan heeft {\displaystyle 1/f} in {\displaystyle z_{0}} een pool van de orde 1, en is het residu in  {\displaystyle z_{0}} gelijk aan {\displaystyle 1/f'(z_{0})}.
Voorbeeld
De functie {\displaystyle f} met functiewaarde {\displaystyle f(z)=\sin(z)} heeft in het punt {\displaystyle z_{0}=\pi } een pool van de orde 1. Het residu in dat punt is dus {\displaystyle 1/\cos(\pi )=-1}.